# Ognibene (cognome)
Ognibene è un cognome di lingua italiana.

## Varianti
Ogniben, Ognibeni, Tuttobene.

## Origine e diffusione
Cognome tipicamente panitaliano, è presente prevalentemente nel bolognese.
Potrebbe derivare da un prenome medioevale dal significato benaugurale; è affine ai cognomi Beni e Boni.
La variante Ogniben è tipica del Triveneto; Tuttobene è siciliano.

## Persone
- Fermo Ognibene – militare e partigiano italiano
- Francesco Ognibene – pittore italiano
- Gaetano Ognibene - collagista italiano